# Левенберг, Владимир Давидович
Левенберг Владимир Давидович (8 мая 1937, Старые Дороги Минской области ) — советский и украинский учёный в области судового энергомашиностроения. Доктор технических наук (1985), профессор (1985). Заслуженный деятель науки и техники Украины (1992).

## Биография
В 1960 окончил Дальневосточный политехнический институт. С 1965 работает в Национальном университете кораблестроения: в 1978–91 – заведующий кафедрой турбин, с 1991 – профессор этой же кафедры.

Автор сборника поэзии «Стихи: [психография]» (Н., 2006).

## Научные труды
- «Выбор параметров высокоперепадных судовых турбин малой мощности». Ленинград, 1972;
- «Судовые малорасходные турбины». Ленинград : Судостроение, 1976.
- «Судовые газотурбинные агрегаты» : Учеб. пособие (с атласом). - Николаев : НКИ, 1981. (в соавторстве)
- «Аналитическое профилирование турбинных решеток для системы автоматизированного проектирования» : Учеб. пособие . - Николаев : НКИ, 1980 (вып. дан. 1981) (в соавторстве).
- «Судовые турбоприводы». Ленинград, 1983;
- «Проектирование турбин судовых ГТД с использованием ЕС ЭВМ» : Учеб. пособие /- Николаев : НКИ, 1985 (в соавторстве)
- «Энергетические установки без топлива». Ленинград, 1987;
- «Аккумулирование тепла». Москва, 1991;
- «Нетрадиционные источники энергии в океанотехнике». Ленинград, 1991;
- «Конструктивна будова головних газотурбінних агрегатів»: Научное пособие М., 1998 (в соавторстве).